# 칸 영화제 여자배우상
칸 영화제 여자배우상(Cannes Film Festival Award for Best Actress, 프랑스어: Prix d'interprétation féminine)은 1946년부터 칸 영화제에서 수여되는 상의 하나이다. 주,조연 등 배역 비중 상관 없이 경쟁작 내 모든 여배우들이 수상 자격이 있으며, 단체 수상 또한 가능하다.

## 수상
- 1946년 칸 영화제 - 미셸 모르강 - 전원 교향곡 (영화)
- 1949년 칸 영화제 - 이사 미란다 - 말라파가의 성벽
- 1951년 칸 영화제 - 베티 데이비스 - 이브의 모든 것 (영화)
- 1952년 칸 영화제 - 리 그랜트 - 형사 이야기 (1951년 영화)
- 1956년 칸 영화제 - 수전 헤이워드 - 크라이 투마로우
- 1957년 칸 영화제 - 줄리에타 마시나 - 카비리아의 밤
- 1958년 칸 영화제 - 비비 안데르손, 에바 달베크, 바르브로 히오르트 아프 오르네스, 잉리드 툴린 - 생명에 가까이
- 1959년 칸 영화제 - 시몬 시뇨레 - 꼭대기 방
- 1960년 칸 영화제 - 멜리나 메르쿠리 - 일요일은 참으세요 (영화)
- 1960년 칸 영화제 - 잔 모로 - 모데라토 칸타빌레
- 1961년 칸 영화제 - 소피아 로렌 - 두 여인 (이탈리아 영화)
- 1962년 칸 영화제 - 캐서린 헵번 - 밤으로의 긴 여로 (1962년 영화)
- 1962년 칸 영화제 - 리타 터싱엄 - 꿀맛 (1961년 영화)
- 1963년 칸 영화제 - 마리나 블라디 - 부부의 침대
- 1964년 칸 영화제 - 앤 밴크로프트 - 펌프킨 이터
- 1964년 칸 영화제 - 바버라 배리 - 원 포테토, 투 포테토
- 1965년 칸 영화제 - 서맨사 에거 - 수집가 (1965년 영화)
- 1966년 칸 영화제 - 버네사 레드그레이브 - 모건 (1966년 영화)
- 1967년 칸 영화제 - 피아 데게르마르크 - 엘비라 마디간 (1967년 영화)
- 1969년 칸 영화제 - 버네사 레드그레이브 - 맨발의 이사도라
- 1970년 칸 영화제 - 오타비아 피콜로 - 메텔로
- 1971년 칸 영화제 - 키티 윈 - 백색 공포
- 1972년 칸 영화제 - 수재나 요크 - 환상 속의 사랑
- 1973년 칸 영화제 - 조앤 우드워드 - The Effect of Gamma Rays on Man-in-the-Moon Marigolds
- 1974년 칸 영화제 - 마리조제 나트 - Violins at the Ball
- 1975년 칸 영화제 - 밸러리 페린 - 레니 (영화)
- 1977년 칸 영화제 - 셸리 듀발 - 세 여인 (1977년 영화)
- 1977년 칸 영화제 - 모니크 메르퀴르 - J.A. Martin Photographer
- 1978년 칸 영화제 - 질 클레이버그 - 독신녀 에리카
- 1978년 칸 영화제 - 이자벨 위페르 - 비올렛 노지에르
- 1979년 칸 영화제 - 샐리 필드 - 노마 레이
- 1979년 칸 영화제 - 에바 마테스 - 보이체크 (1979년 영화)
- 1980년 칸 영화제 - 아누크 에메 - A Leap in the Dark
- 1980년 칸 영화제 - 밀레나 드라비치 - Special Treatment
- 1980년 칸 영화제 - 카를라 그라비나 - 테라스 (영화)
- 1981년 칸 영화제 - 이자벨 아자니 - 포제션 (1981년 영화)
- 1982년 칸 영화제 - 야드비가 얀코프스카치에실라크 - 또 다른 길
- 1983년 칸 영화제 - 하나 쉬굴라 - 피에라 이야기
- 1984년 칸 영화제 - 헬렌 미렌 - 칼의 고백
- 1985년 칸 영화제 - 노르마 알레안드로 - 오피셜 스토리
- 1985년 칸 영화제 - 셰어 (가수) - 마스크 (1985년 영화)
- 1986년 칸 영화제 - 바르바라 수코바 - 로자 룩셈부르그 (영화)
- 1986년 칸 영화제 - 페르난다 토히스 - Love Me Forever or Never
- 1987년 칸 영화제 - 바버라 허시 - Shy People
- 1988년 칸 영화제 - 바버라 허시, 조디 메이, 린다 음부시 - 월드 아파트
- 1989년 칸 영화제 - 메릴 스트립 - 어둠 속의 외침 (영화)
- 2000년 칸 영화제 - 비요크 - 어둠 속의 댄서
- 2001년 칸 영화제 - 이자벨 위페르 - 피아니스트 (2001년 영화)
- 2002년 칸 영화제 - 카티 오우티넨 - 과거가 없는 남자
- 2003년 칸 영화제 - 마리조제 크로즈 - 야만적 침략
- 2004년 칸 영화제 - 장만옥 - 클린 (2004년 영화)
- 2005년 칸 영화제 - 하나 라슬로 - 프리 존
- 2006년 칸 영화제 - 페넬로페 크루스, 카르멘 마우라, 롤라 두에냐스, 블랑카 포르티요, 요아나 코보, 추스 람프레아베 - 귀향 (2006년 영화)
- 2007년 칸 영화제 - 전도연 - 밀양 (영화)
- 2008년 칸 영화제 - 산드라 코르벨로니 - Linha de Passe
- 2009년 칸 영화제 - 샤를로트 갱스부르 - 안티크라이스트 (2009년 영화)
- 2010년 칸 영화제 - 쥘리에트 비노슈 - 사랑을 카피하다
- 2011년 칸 영화제 - 커스틴 던스트 - 멜랑콜리아 (2011년 영화)
- 2012년 칸 영화제 - 크리스티나 플루투르, 코스미나 스트라탄 - 신의 소녀들
- 2013년 칸 영화제 - 베레니스 베조 - 아무도 머물지 않았다
- 2014년 칸 영화제 - 줄리앤 무어 - 맵 투 더 스타
- 2015년 칸 영화제 - 에마뉘엘 베르코 - 몽 루아
- 2015년 칸 영화제 - 루니 마라 - 캐롤 (영화)
- 2016년 칸 영화제 - 재클린 호세 - 마'로사
- 2017년 칸 영화제 - 디아네 크루거 - 심판 (2017년 영화)
- 2018년 칸 영화제 - 사말 예슬랴모바 - 아이카 (영화)
- 2019년 칸 영화제 - 에밀리 비첨 - 리틀 조
- 2021년 칸 영화제 - 레나테 레인스베 - 사랑할 땐 누구나 최악이 된다
- 2022년 칸 영화제 - 자흐라 아미르 에브라히미 - 성스러운 거미